# Encyclia bragancae
Encyclia bragancae é uma espécie de planta do gênero Encyclia e da família Orchidaceae. 

## Taxonomia
Os seguintes sinônimos já foram catalogados:  
- Encyclia xuxaensis  Fowlie & Duveen
- Encyclia xuxiana  Fowlie & Duveen

Seu sinônimo Encyclia xuxiana  foi
publicado um ano depois de Encyclia xuxaensis  como uma correção para este último nome , provavelmente relacionada ao erro de derivação no latim do epíteto publicado primeiro em relação ao nome do gênero, que indicava localidade ao invés de homenagem a uma pessoa. 

## Forma de vida
É uma espécie epífita e herbácea. 

## Descrição
Encyclia bragancae costuma ser confundida com Encyclia ionosma, especialmente pelo lobo mediano do labelo que é ondulado nas duas,
mas em E. bragancae o lobo mediano é
densamente ondulado e em E. ionosma é
mais sutilmente ondulado o que confere certa diferença em material herborizado.
Nas flores vivas as sépalas e pétalas de E.
bragancae são verde acastanhadas com labelo rosado sutilmente tracejado de
rosa mais escuro, enquanto em E. ionosma
as sépalas e pétalas são verdes-oliva com labelo amarelado densamente listrado
de rosa. Os lobos laterias do labelo em E.
bragancae são oblongos e formam ângulo de com cerca de de 45° em
relação ao lobo mediano no labelo
explanado e em E. ionosma são
falcados e formam ângulo ˂ 45° em relação ao lobo mediano, ficando caracteristicamente arqueados.

| Caule                                        | Caule              |
| -------------------------------------------- | ------------------ |
| forma do pseudobulbo                         | cônico             |
| Folha                                        |                    |
| forma da folha                               | oblonga/lanceolada |
| Inflorescência                               |                    |
| tipo de inflorescência                       | racemo simples     |
| Flor                                         |                    |
| forma das pétalas                            | espatulada         |
| posição das pétalas                          | ereta              |
| margem das pétalas                           | levemente ondulada |
| fusão entre os lobo lateral e o lobo mediano | livre              |
| forma do lobo lateral                        | oblongo            |
| lobo lateral sobreposto no lobo mediano      | não                |
| margem dos lobo lateral                      | ondulada           |
| forma do lobo mediano                        | arredondado        |
| posição do lobo mediano                      | sinuoso            |
| margem do lobo mediano                       | ondulada           |
| ápice do lobo mediano                        | emarginado         |
| ápice do calo do labelo                      | flabelado          |
| número de dente no ápice do clinândrio       | 3                  |
| ápice dos dente lateral do clinândrio        | premorso           |
| forma dos braço da coluna                    | quadrado           |
| gancho no estigma                            | presente           |
| número de antera                             | 1                  |

## Conservação
A espécie faz parte da Lista Vermelha das espécies ameaçadas do estado do Espírito Santo, no sudeste do Brasil. A lista foi publicada em 13 de junho de 2005 por intermédio do decreto estadual nº 1.499-R. 

## Distribuição
A espécie é encontrada nos estados brasileiros de Espírito Santo e Minas Gerais. 
A espécie é encontrada no domínio fitogeográfico de Mata Atlântica, em regiões com vegetação de floresta ombrófila pluvial.